# Morane-Saulnier M.S.406
M.S.406 là một loại máy bay tiêm kích của Không quân Pháp, do hãng Morane-Saulnier chế tạo năm 1938. Với số lượng lớn, đây là loại máy bay tiêm kích quan trọng nhất của Pháp trong giai đoạn đầu của Chiến tranh Thế giới II.
Dù có khung thân chắc khỏe và khả năng cơ động cao, nó lại thiếu động cơ mạnh và trang bị vũ khí yếu khi so với các loại tiêm kích cùng thời. Nghiên trọng nhất, đó là việc nó không thể bì kịp hiệu năng với loại Messerschmitt Bf 109E trong Trận chiến nước Pháp. Ngoài Pháp thì M.S.406 còn được trang bị cho không quân Thụy Sĩ và Phần Lan, các nước này còn tự phát triển các mẫu nội địa của mình dựa vào loại M.S.406.

## Quốc gia sử dụng
Cộng hòa Trung Hoa

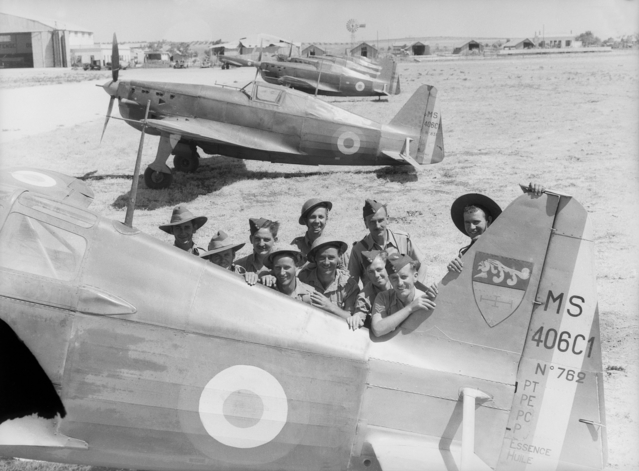
Đơn vị Australia với những chiếc tiêm kích Morane-Saulnier MS.406C1 thuộc Groupe de Chasse I/7, Syria, tháng 7 năm 1941.

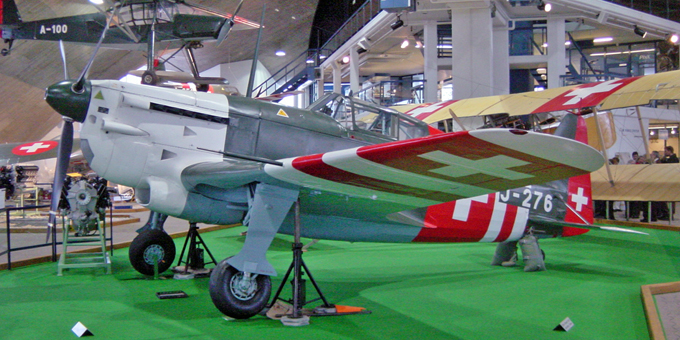
Morane-Saulnier D-3801 J-276 tại bảo tàng không quân Dübendorf

Morane-Saulnier MS 406 C1

- Không quân Trung Hoa Dân quốc đặt mua 12 chiếc vào năm 1938[2] One or two aircraft may have reached the Chinese Air Force[3]

 Independent State of Croatia
- Zrakoplovstvo Nezavisne Države Hrvatske nhận được 15 chiếc.

 Phần Lan
- Ilmavoimat nhận 76 chiếc M.S.406 và 11 chiếc M.S.410

 Pháp
- Armée de l'Air
- Hải quân Pháp

 Chính phủ Vichy
- Không quân Chính phủ Vichy

 Germany
- Luftwaffe sử dụng một số tịch thu được.

 Italy
- Regia Aeronautica

 Litva
- Không quân Litva đặt mua 13 chiếc Morane, nhưng không có chiếc nào được giao.[2]

 Ba Lan
- Không quân Ba Lan đặt mua 160 chiếc, những không [4] chiếc nào được giao do sự sụp đổ của Ba Lan.
- Không quân Ba Lan lưu vong ở Pháp sử dụng ít nhất 91 chiếc.

 Thụy Sĩ
- Không quân Thụy Sĩ

 Thổ Nhĩ Kỳ
- Không quân Thổ Nhĩ Kỳ nhận được 45 chiếc Morane.[4]

 Thái Lan
- Không quân Hoàng gia Thái Lan

 Kingdom of Yugoslavia
- Không quân Hoàng gia Nam Tư đặt mua25 chiếc, nhưng do Pháp bị Đức chiếm nên không chiếc nào được giao.[5]

## Tính năng kỹ chiến thuật (M.S.406)

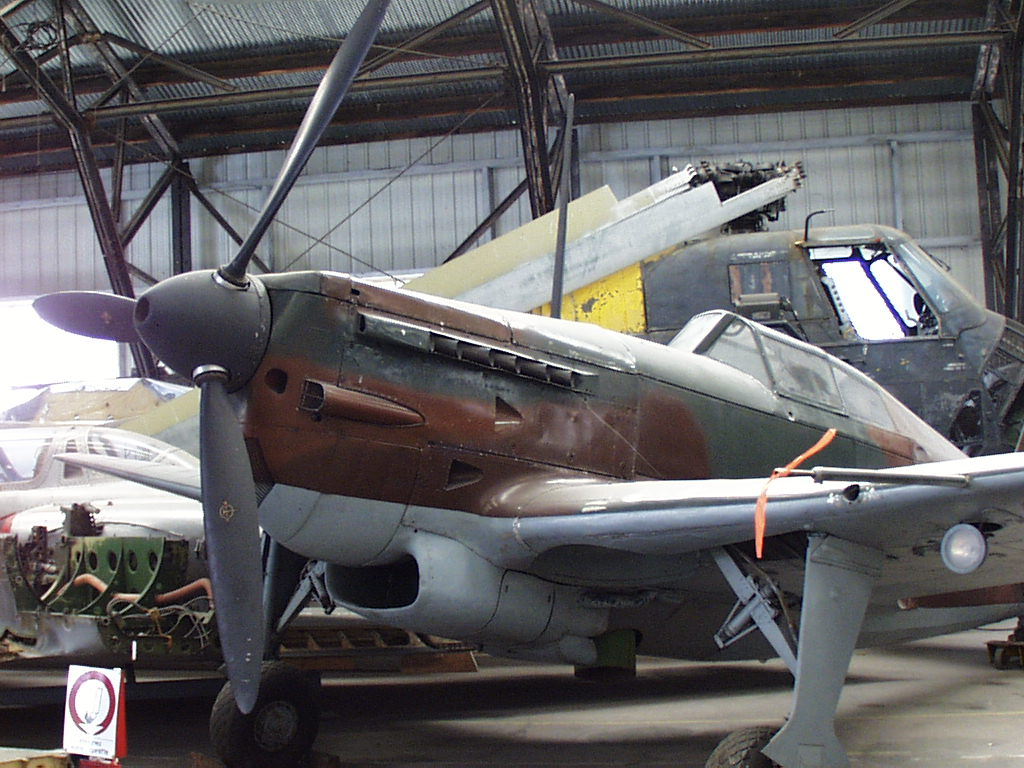
The D-3801 trưng bày tại Musée de l'Air et de l'Espace

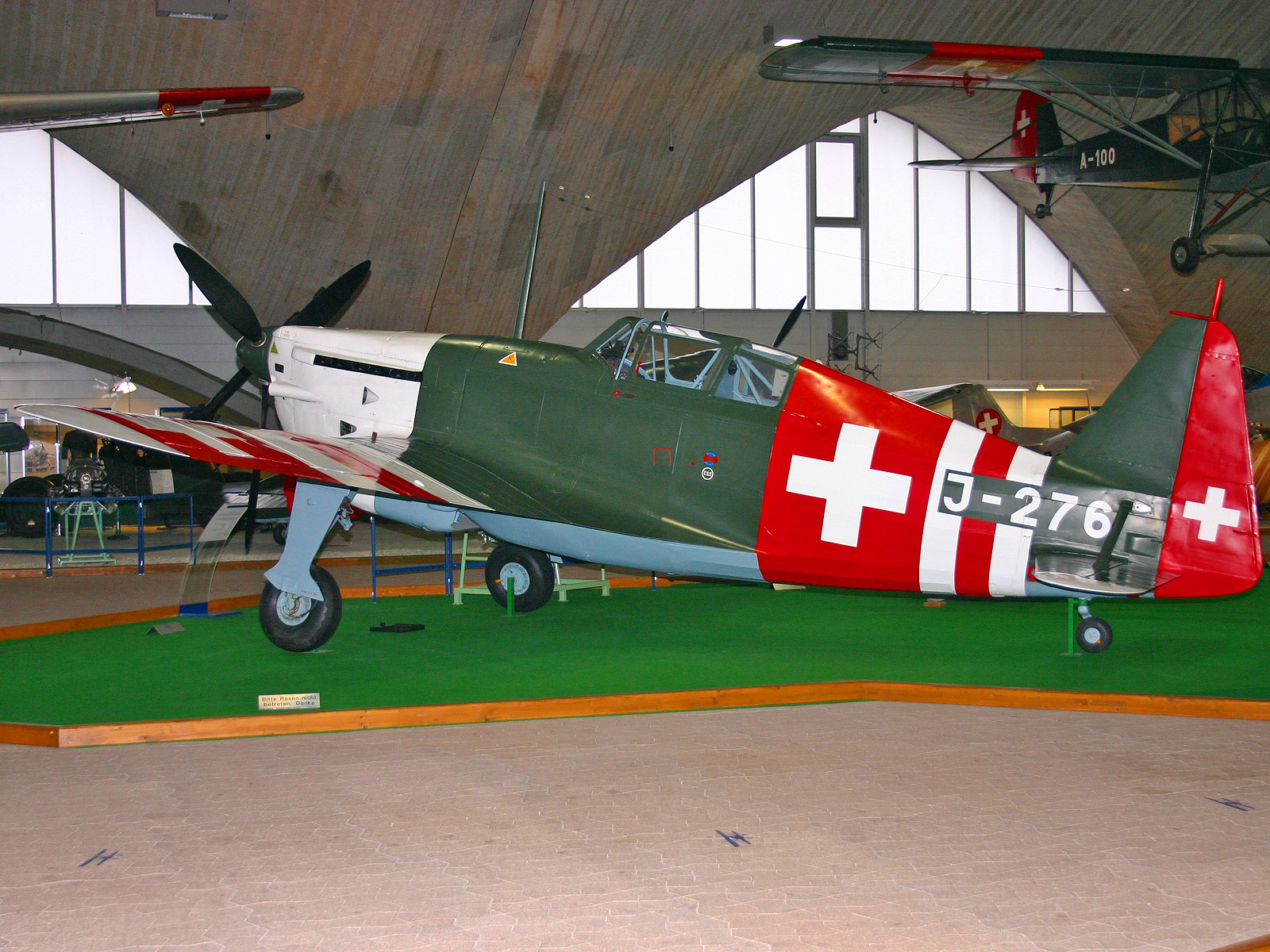
D-3801 J-276 tại Fliegermuseum Dübendorf

The Great Book of Fighters

### Đặc điểm riêng
- Tổ lái: 1
- Chiều dài: 8,17 m (26 ft 9 in)
- Sải cánh: 10,62 m (34 ft 10 in)
- Chiều cao: 2,71 m (8 ft 10 in)
- Diện tích cánh: 17,10 m² (184,06 ft²)
- Trọng lượng rỗng: 1.893 kg (4.173 lb)
- Trọng lượng có tải: 2.426 kg (5.348 lb)
- Động cơ: 1 × Hispano-Suiza 12Y-31, 640 kW (860 hp)

### Hiệu suất bay
- Vận tốc cực đại: 486 km/h (303 mph)
- Tầm bay: 1.000 km (620 mi)
- Vận tốc lên cao: 13,0 m/s (2.560 ft/phút)
- Lực nâng của cánh: 141,9 kg/m² (29,1 lb/ft²)
- Lực đẩy/trọng lượng: 260 W/kg (0,16 hp/lb)

### Vũ khí
- 1 khẩu pháo 20 mm Hispano-Suiza HS.404
- 2 khẩu súng máy MAC 1934 7,5 mm